# Geintje
Geintje is een oorspronkelijk Hebreeuws woord, dat via het Jiddisch in het Nederlands terecht kwam. Gein betekent pret of plezier. Het Hebreeuwse woord waar het van afgeleid is betekent lieftalligheid. Oorspronkelijk werd het ook wel geschreven als gijn.
Zoals veel Jiddische woorden wordt gein vooral in de verkleinde vorm gebruikt, geintje, als synoniem voor grapje. Vaak wordt het woord in positieve zin gebruikt: hij houdt wel van een geintje. Maar ook in meer negatieve zin kan het voorkomen: nog een keer zo'n geintje, en er zwaait wat.
Afgeleide woorden van gein zijn: geinponem (letterlijk een "geingezicht", een grapjas), ongein (flauwekul, iets wat beslist niet leuk is), geinig (grappig).
Een soortgelijk woord, maar niet etymologisch verwant, is gebbetje, het verkleinwoord van gebbe (van het Hebreeuwse chiebba, "liefde").